# Atlantydy
Atlantydy (gr. Ατλαντίδες Atlantídes, łac. Atlantides ‘córki Atlanta’, ‘córki Atlasa’) – w mitologii greckiej nimfy: Hesperydy, Hiady i Plejady; córki tytana Atlasa (Atlanta; gr. Átlas, Átlantos).